# Święciechowa
Święciechowa (prononciation : [ɕfjɛnt͡ɕɛˈxɔva]) est un village de Pologne, situé dans la voïvodie de Grande-Pologne. Elle est le chef-lieu de la gmina de Święciechowa, dans le powiat de Leszno.
Il se situe à 5 km à l'ouest de Leszno (siège du powiat) et à 68 km au sud-ouest de Poznań (capitale régionale).

## Histoire
De 1793 à 1920, Schwetzkau fait partie de l'arrondissement de Fraustadt jusqu'en 1887 puis de l'arrondissement de Lissa dans le district de Posen au sein de la province de Posnanie.
De 1975 à 1998, Święciechowa faisait partie du territoire de la voïvodie de Leszno.

Depuis 1999, le village fait partie du territoire de la voïvodie de Grande-Pologne.